# Karel Hromádka (fotbalista)
Karel Hromádka (20. června 1903 – 27. listopadu 1968) byl český fotbalista, útočník, československý reprezentant.

## Sportovní kariéra
Hrál za Viktorii Žižkov (1927–1931), Slavii Praha (1931–1932), SK Kladno (1932–1933), Viktorii Plzeň (1933–1934) a znovu SK Kladno (1934–1935). S Viktorií Žižkov získal roku 1928 titul mistra. V lize odehrál 83 utkání a dal 50 gólů. Čtyřikrát startoval ve Středoevropském poháru a dal zde jeden gól.
V československé reprezentaci odehrál jedno utkání v roce 1933 (zápas Mezinárodního poháru s Itálií).

## Ligová bilance
| Ročník                        | Zápasy | Góly | Klub               |
| ----------------------------- | ------ | ---- | ------------------ |
| Středočeská 1. liga 1927/1928 | 4      | 1    | SK Viktoria Žižkov |
| Středočeská 1. liga 1928/1929 | 11     | 7    | SK Viktoria Žižkov |
| 1. asociační liga 1929/1930   | 12     | 12   | SK Viktoria Žižkov |
| 1. asociační liga 1930/1931   | 7      | 4    | SK Viktoria Žižkov |
| 1. asociační liga 1931/1932   | 2      | 0    | SK Slavia Praha    |
| 1. asociační liga 1932/1933   | 14     | 13   | SK Kladno          |
| 1. asociační liga 1933/1934   | 7      | 5    | SK Kladno          |
| 1. asociační liga 1933/1934   | 10     | 1    | SK Viktoria Plzeň  |
| Státní liga 1934/1935         | 15     | 8    | SK Kladno          |
| CELKEM                        | 82     | 51   |                    |